# Julie Pauludan Madsen
Julie Pauludan Madsen (født 25. juli 2002 i Espergærde, Danmark) er en kvindelig dansk fodboldspiller, der spiller forsvar for B.93's kvindehold i kvindernes 1. division.
Hun blev hentet til B.93's kvindehold i 1. division i juli 2020, som skifte fra ligaklubben FC Nordsjælland. Hun fik sin officielle debut for 1. divisionsklubben den. 16. august 2020 i et 3-0 sejren over FC Damsø i en 1. divisionskamp i 2020-21 sæsonen. Hun var fra start til at se i startopstillingen og har siden været en profileret spiller og har scoret 3 gange i 9 officielle kampe i 2020-21 sæsonen.
Hun blev udtaget til U19-landsholdstræningssamling i Vildbjerg 15.-17. september 2020.